# CW

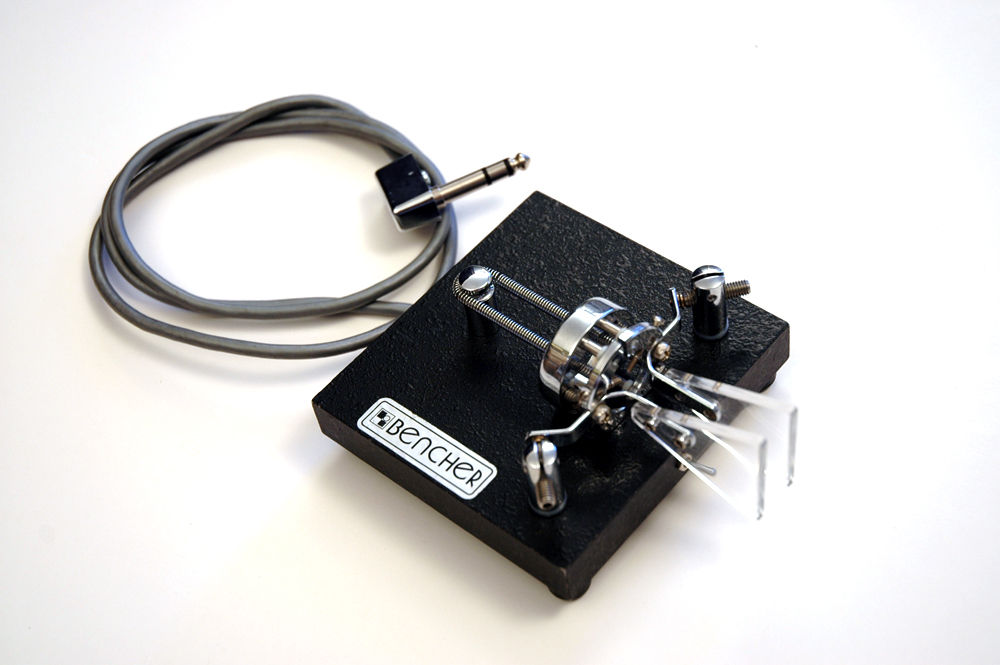
Współczesny dwudźwigniowy klucz telegraficzny stosowany do nadawania CW

CW (ang. continuous wave lub continuous waveform) – rodzaj emisji fali elektromagnetycznej (radiowej) ze stałą amplitudą i częstotliwością – na przykład fala ciągła z kluczowaną nośną A1A. Fala nadawana tą emisją jest emitowana z przerwami, a długości czasu nadawania i przerw kodują przenoszoną informację. Obecnie używana głównie przez krótkofalowców do transmisji alfabetem Morse’a.
W fizyce laserów używa się niekiedy skrótu CW na określenie lasera produkującego światło o stałym natężeniu, w przeciwieństwie do lasera impulsowego.